# Kenneth Udjus
Nils Kenneth Udjus (Bergen, 2 luglio 1983) è un ex calciatore norvegese, di ruolo portiere.

## Carriera

### Club

#### Le serie minori
Udjus è stato sotto contratto con il Tromsø dal 2004 al 2006. Nel 2004 è stato ceduto in prestito allo FK Arendal, formazione militante nella 2. divisjon. Nel 2005 è stato ceduto al Tønsberg, inizialmente ancora con la formula del prestito e successivamente a titolo definitivo. L'8 maggio 2005 ha così debuttato nella 1. divisjon, schierato titolare nella vittoria per 0-1 sull'Hønefoss. A fine stagione, il Tønsberg è retrocesso in 2. divisjon e Udjus è rimasto in squadra fino al luglio 2006, quando è stato ceduto nuovamente all'Arendal, stavolta a titolo definitivo.

#### Il passaggio al Brann
Nel 2007, è stato ingaggiato dal Brann in Eliteserien, squadra che lo ha però girato in prestito al Løv-Ham, in 1. divisjon. Ha esordito con questa maglia il 9 aprile, in occasione della vittoria casalinga per 2-1 sul Bryne. Ha totalizzato 22 presenze in campionato, per fare poi ritorno al Brann. Ha esordito nell'Eliteserien in data 19 aprile 2008, nella sconfitta per 3-0 maturata sul campo dello Stabæk. Rimasto in squadra per un triennio, ha totalizzato 15 presenze nella massima divisione locale.

#### Sogndal
Il 5 gennaio 2011 è stato reso noto il suo passaggio al Sogndal. Ha esordito in squadra il 10 aprile, schierato titolare nella sconfitta per 1-0 contro il Sarpsborg 08. È rimasto al Sogndal per due stagioni, terminate con altrettante salvezze: complessivamente, ha difeso i pali della porta del club in 55 occasioni.

#### Il Lillestrøm ed il prestito al Sogndal
Il 13 settembre 2012 è stato ufficializzato il suo passaggio al Lillestrøm, valido a partire dal 1º gennaio 2013. Ha debuttato con questa casacca il 17 marzo, in occasione del pareggio casalingo per 2-2 contro il Sarpsborg 08.
Il 15 luglio 2014, è ritornato al Sogndal con la formula del prestito. Ha giocato 6 partite e ha subito 9 reti, non riuscendo a salvare la squadra dalla retrocessione.

#### Nuovamente al Brann
Il 31 marzo 2015 ha fatto ritorno al Brann, a titolo definitivo. Il 21 ottobre 2015, in virtù della vittoria del Sogndal sul Kristiansund nel recupero della 27ª giornata di campionato, il Brann ha matematicamente conquistato la promozione in Eliteserien con due giornate d'anticipo sulla fine della stagione. Il 27 ottobre, il Brann ha reso noto che il suo contratto, in scadenza a fine stagione, non sarebbe stato rinnovato.

#### IFK Norrköping
Libero da vincoli contrattuali, nel maggio 2016 Udjus è stato tesserato dagli svedesi dell'IFK Norrköping a causa dell'infortunio del portiere David Mitov Nilsson, che aveva terminato la stagione anzitempo. Il 21 maggio è stato incluso tra i convocati per la sfida di campionato contro l'Örebro: rimasto in panchina, ha scelto di vestire la maglia numero 31. Il contratto del giocatore, in scadenza il 31 luglio 2016, non è stato poi rinnovato.

#### Asker
Il 9 gennaio 2017, l'Asker ha ufficializzato l'ingaggio di Udjus, che è arrivato in squadra a parametro zero.

## Statistiche

### Presenze e reti nei club
Statistiche aggiornate al 9 gennaio 2017.
| Stagione          | Club              | Campionato        | Campionato | Campionato | Coppe nazionali | Coppe nazionali | Coppe nazionali | Coppe continentali | Coppe continentali | Coppe continentali | Supercoppe | Supercoppe | Supercoppe | Totale | Totale |
| Stagione          | Club              | Comp              | Pres       | Reti       | Comp            | Pres            | Reti            | Comp               | Pres               | Reti               | Comp       | Pres       | Reti       | Pres   | Reti   |
| ----------------- | ----------------- | ----------------- | ---------- | ---------- | --------------- | --------------- | --------------- | ------------------ | ------------------ | ------------------ | ---------- | ---------- | ---------- | ------ | ------ |
| 2004              | FK Arendal        | 2D                | ?          | -?         | CN              | ?               | -?              | -                  | -                  | -                  | -          | -          | -          | ?      | -?     |
| 2005              | Tønsberg          | 1D                | 18         | -?         | CN              | ?               | -?              | -                  | -                  | -                  | -          | -          | -          | 18+    | -?     |
| gen.-lug. 2006    | Tønsberg          | 2D                | ?          | -?         | CN              | ?               | -?              | -                  | -                  | -                  | -          | -          | -          | ?      | -?     |
| Totale Tønsberg   | Totale Tønsberg   | Totale Tønsberg   | 18+        | -?         |                 | ?               | -?              |                    | -                  | -                  |            | -          | -          | 18+    | -?     |
| lug.-dic. 2006    | FK Arendal        | 3D                | ?          | -?         | CN              | -               | -               | -                  | -                  | -                  | -          | -          | -          | ?      | -?     |
| Totale FK Arendal | Totale FK Arendal | Totale FK Arendal | ?          | -?         |                 | ?               | -?              |                    | -                  | -                  |            | -          | -          | ?      | -?     |
| 2007              | Løv-Ham           | 1D                | 22         | -27        | CN              | ?               | -?              | -                  | -                  | -                  | -          | -          | -          | 22+    | -?     |
| 2008              | Brann             | ES                | 6          | -10        | CN              | 1               | -1              | UCL+CU             | 0+2                | -2                 | -          | -          | -          | 9      | -13    |
| 2009              | Brann             | ES                | 9          | -13        | CN              | 3               | -3              | -                  | -                  | -                  | -          | -          | -          | 12     | -16    |
| 2010              | Brann             | ES                | 0          | 0          | CN              | 2               | -1              | -                  | -                  | -                  | -          | -          | -          | 2      | -1     |
| 2011              | Sogndal           | ES                | 25         | -22        | CN              | 4               | -4              | -                  | -                  | -                  | -          | -          | -          | 29     | -26    |
| 2012              | Sogndal           | ES                | 30         | -36        | CN              | 0               | 0               | -                  | -                  | -                  | -          | -          | -          | 30     | -36    |
| 2013              | Lillestrøm        | ES                | 22         | -34        | CN              | 1               | -2              | -                  | -                  | -                  | -          | -          | -          | 23     | -36    |
| gen.-lug. 2014    | Lillestrøm        | ES                | 0          | 0          | CN              | 2               | -1              | -                  | -                  | -                  | -          | -          | -          | 2      | -1     |
| Totale Lillestrøm | Totale Lillestrøm | Totale Lillestrøm | 22         | -34        |                 | 3               | -3              |                    | -                  | -                  |            | -          | -          | 25     | -37    |
| lug.-dic. 2014    | Sogndal           | ES                | 6          | -9         | CN              | -               | -               | -                  | -                  | -                  | -          | -          | -          | 6      | -9     |
| Totale Sogndal    | Totale Sogndal    | Totale Sogndal    | 61         | -67        |                 | 4               | -4              |                    | -                  | -                  |            | -          | -          | 65     | -71    |
| 2015              | Brann             | 1D                | 9          | -15        | CN              | 2               | -2              | -                  | -                  | -                  | -          | -          | -          | 11     | -17    |
| Totale Brann      | Totale Brann      | Totale Brann      | 24         | -38        |                 | 8               | -7              |                    | 2                  | -2                 |            | -          | -          | 34     | -47    |
| mag.-lug. 2016    | IFK Norrköping    | A                 | 0          | 0          | CS              | 0               | 0               | UCL                | 0                  | 0                  | -          | -          | -          | 0      | 0      |
| 2017              | Asker             | 2D                | 14         | -13        | CN              | 0               | 0               | -                  | -                  | -                  | -          | -          | -          | 14     | -13    |
| Totale            | Totale            | Totale            | 161+       | -?         |                 | 15+             | -?              |                    | 2                  | -?                 |            | -          | -          | 178+   | -?     |